# Sund-Jarenleden
Sund-Jarenleden är en allmän färjeled som går över Stora Le i Nössemarks socken i Dalsland. Sträckan är en kilometer och överfarten tar knappa 10 minuter. Det går en-två turer per timme i varje riktning. Tack vare färjeleden förkortas körsträckan mellan Bengtsfors och Halden i Norge med mer än två mil. .
Färjeleden trafikeras av den lindragna färjan Lee-Flora, som tar 21 bilar. Färjan är byggd i Smögen 1972 och drivs av ett dieselhudrauliskt system med omega-framdrift. Lee-Flora genomgick en större modernisering och ombyggnad under 2009. Då ersattes den av den tillfälliga pontonfärjan M/S VV-ponton 100 SHXP.

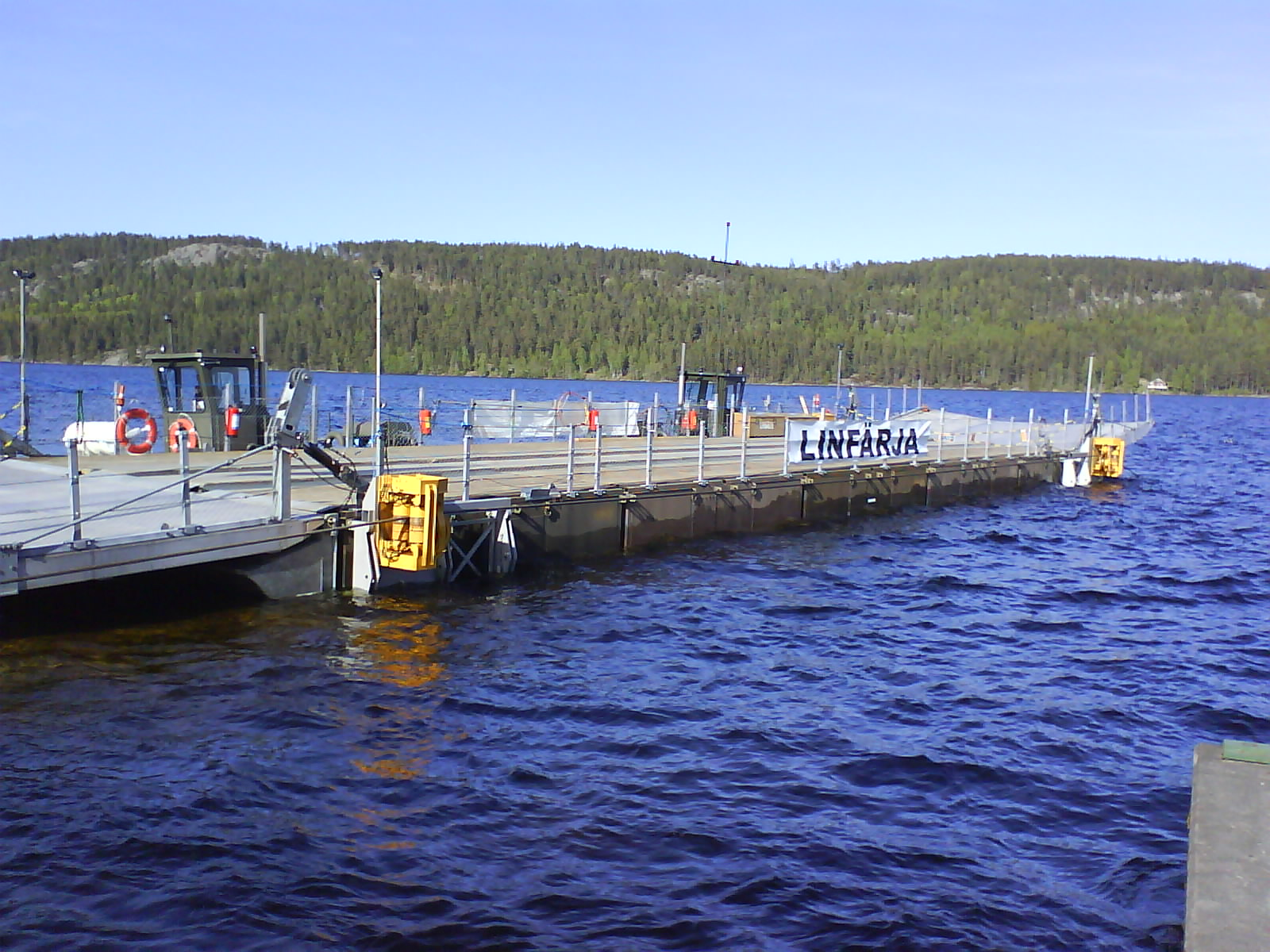
Den tillfälliga pontonfärjan som ersatte Lee-Flora under ombyggnationen våren 2009.